# Liste der Biografien/Carg
Liste der Biografien |
Portal Biografien |
Personensuche
# |
A |
B |
C |
D |
E |
F |
G |
H |
I |
J |
K |
L |
M |
N |
O |
P |
Q |
R |
S |
T |
U |
V |
W |
X |
Y |
Z |
?
 
Ca |
Cb |
Cc |
Ce |
Ch |
Ci |
Cj |
Ck |
Cl |
Cm |
Cn |
Co |
Cr |
Cs |
Ct |
Cu |
Cv |
Cw |
Cy |
Cz
 
Caa–Cag |
Cah |
Cai |
Caj |
Cak |
Cal |
Cam |
Can |
Cao–Cap |
Caq |
Car |
Cas |
Cat–Caz
 
Cara |
Carb |
Carc |
Card |
Care |
Carf |
Carg |
Carh |
Cari |
Carj |
Cark |
Carl |
Carm |
Carn |
Caro |
Carp |
Carq |
Carr |
Cars |
Cart |
Caru |
Carv |
Carw |
Cary |
Carz
Die Liste der Biografien führt alle Personen auf, die in der deutschsprachigen Wikipedia einen Artikel haben. Dieses ist eine Teilliste mit 18 Einträgen von Personen, deren Namen mit den Buchstaben „Carg“ beginnt.

## Carg

### Carga
- Carganico, Fred (1886–1966), deutscher Beamter und Schriftsteller
- Carganico, Victor (1887–1945), deutscher Generalmajor der Luftwaffe
- Carganico, Walter (1913–2005), deutscher Offizier der Bundeswehr, zuletzt Generalmajor

### Cargi
- Cargill, Ansley (* 1982), US-amerikanische Tennisspielerin
- Cargill, Henson (1941–2007), US-amerikanischer Countrymusiker
- Cargill, John, 1. Baronet (1867–1954), britischer Manager
- Cargill, Patrick (1918–1996), britischer Schauspieler
- Cargill, Ryan (* 1997), US-amerikanischer Schauspieler
- Cargill, William (1784–1860), schottischer Weinhändler, Bankmanager, Captain in der britischen Armee, Kolonialist in Otago und Mitbegründer von Dunedin in Neuseeland
- Cargioli, Giorgio (* 1922), italienischer Radrennfahrer

### Cargn
- Cargnelli, Anton (1889–1974), österreichischer Fußballspieler und -trainerAnton Cargnelli (1889–1974)

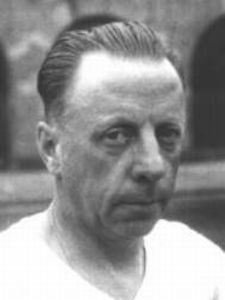
Anton Cargnelli (1889–1974)

- Cargnello, Mario Antonio (* 1952), argentinischer Geistlicher, Erzbischof von Salta
- Cargnelutti, Luigi (1804–1855), italienischer Baumeister
- Cargnin, Daniel (* 1997), brasilianischer Judoka

### Cargo
- Cargo, David F. (1929–2013), US-amerikanischer Politiker
- Cargo, Robert T. (1933–2012), US-amerikanischer Romanist und Kunstsammler
- Cargol, Jean-Pierre (* 1957), französischer Musiker, Gitarrist und Schauspieler
- Cargol, Pep (* 1968), spanischer Basketballspieler